# Пукотинасте везе
Пукотинасте везе (енгл. gap junction ) припадају комуникацијском типу веза између две суседне ћелије које су структурно уобличене и могу се посматрати под електронским микроскопом. Преко њих се остварује комуникација између суседних ћелија путем јона и малих метаболита. Простор између ћелија у споју је сведен на пукотину од 2-4 нм, по чему су везе добиле назив. 
У организму човека образују се између: 
- ћелија јетре, хепатоцита; одређени метаболички делови јетре образују метаболички синцицијум тако што је око 5000 ћелија међусобно повезане те су им цитоплазме у континууму;
- радних ћелија срца, кардиоцита;
- између нервних ћелија у ЦНС-у, нарочито у хипоталамусу, где се називају електричне синапсе.

Структура пукотинастих веза између било којих од наведених типова ћелија је идентична, а разлика је само у функционисању.